# Theridion histrionicum
Theridion histrionicum là một loài nhện trong họ Theridiidae.
Loài này thuộc chi Theridion. Theridion histrionicum được Tord Tamerlan Teodor Thorell miêu tả năm 1875.